# 四線笛鯛
四線笛鯛（学名：Lutjanus kasmira），又稱四帶笛鯛，俗名四線赤筆、條魚、四線、赤筆仔，為輻鰭魚綱鱸形目鱸亞目笛鯛科的其中一個種。

## 分布
本魚分布於印度太平洋區，包括東非、馬達加斯加、模里西斯、塞席爾群島、馬爾地夫、紅海、波斯灣、斯里蘭卡、印度、安達曼海、泰國、緬甸、馬來西亞、菲律賓、印尼、琉球群島、台灣、中國沿海、新幾內亞、萊恩群島、馬里亞納群島、帛琉、密克羅尼西亞、新喀里多尼亞、馬紹爾群島、諾魯、斐濟群島、澳洲、所羅門群島、東加、吐瓦魯、吉里巴斯、薩摩亞群島、夏威夷群島、法屬波里尼西亞等海域。

## 深度
水深3至265公尺。

## 特徵
本魚和五線笛鯛和孟加拉笛鯛體色均甚相似，但本魚體側藍色縱帶僅四條，且較細。腹部顏色轉白或淡，上有一些顏色較淡的細藍縱帶數條。本魚幼魚體側後上方有一黑斑，至成魚後此黑斑則消失不見。背鰭硬棘10枚，軟條14至15枚；臀鰭硬棘3枚，軟條7至8枚。體長可達40公分。

## 生態
本魚常成群在礁區巡游覓食，屬肉食性，以魚類、甲殼類為食。

## 經濟利用
為美味的食用魚，小魚可煮豆腐味增湯，中大型魚可煮沙鍋魚頭。